# ألكسندر لوهر
ألكسندر لوهر (20 مايو 1885 - 26 فبراير 1947) قائدًا للقوات الجوية النمساوية خلال ثلاثينيات القرن العشرين، وبعد ضم النمسا، كان قائدًا للوفتفافه. خدم في سلاح الجو خلال الحرب العالمية الثانية وأصبح القائد العام في جنوب شرق أوروبا. كان واحدًا من ثلاثة نمساويين سابقين ارتقوا إلى رتبة غنرال أوبرست داخل الفيرماخت الألماني. وكان الاثنان الآخران إرهارد روس ولوثار ريندوليك.
تم القبض عليه من قبل أنصار يوغسلافيا في 9 مايو 1945، وحاول التفاوض بشأن المرور الآمن لقواته إلى النمسا، والذي تم رفضه. تمكن من الفرار من الحجز، وأعيد القبض عليه في 13 مايو. وفي وقت لاحق، حوكم وأدين بارتكاب جرائم حرب من قبل الحكومة اليوغوسلافية بتهمة الانتقام من الثوار التي ارتكبت تحت قيادته، وقصف بلغراد في عام 1941. تم إعدامه رمياً بالرصاص في 26 فبراير 1947 في بلغراد، يوغوسلافيا.

## حياة سابقة
ولد لوهر في 20 مايو 1885 في تورنو سيفيرين في مملكة رومانيا. كان أصغر طفل لفريدريك يوهان لوهر وزوجته كاثرين، ني هايمان. كان والده قبطانًا ثانيًا على متن سفينة مستشفى في البحر الأسود خلال الحرب الروسية التركية. هنا التقى والده بوالدته، ممرضة يهودية أوكرانية. كانت ابنة الطبيب العسكري اليهودي ميخائيل الكسندروفيتش هيمان من أوديسا. بعد الحرب، تزوجا عام 1879 وانتقلا إلى تورنو سيفيرين في رومانيا. أنتج الزواج ثلاثة أبناء، فريدريش ولد عام 1880 ، ومايكل ولد عام 1882 وألكسندر عام 1885.  بسبب إيمان والدته، كان ينتمي إلى الكنيسة الأرثوذكسية الشرقية . حضر لوهر، مثل إخوته تمامًا، المدرسة الابتدائية الإمبراطورية الألمانية في تورنو سيفيرين. 

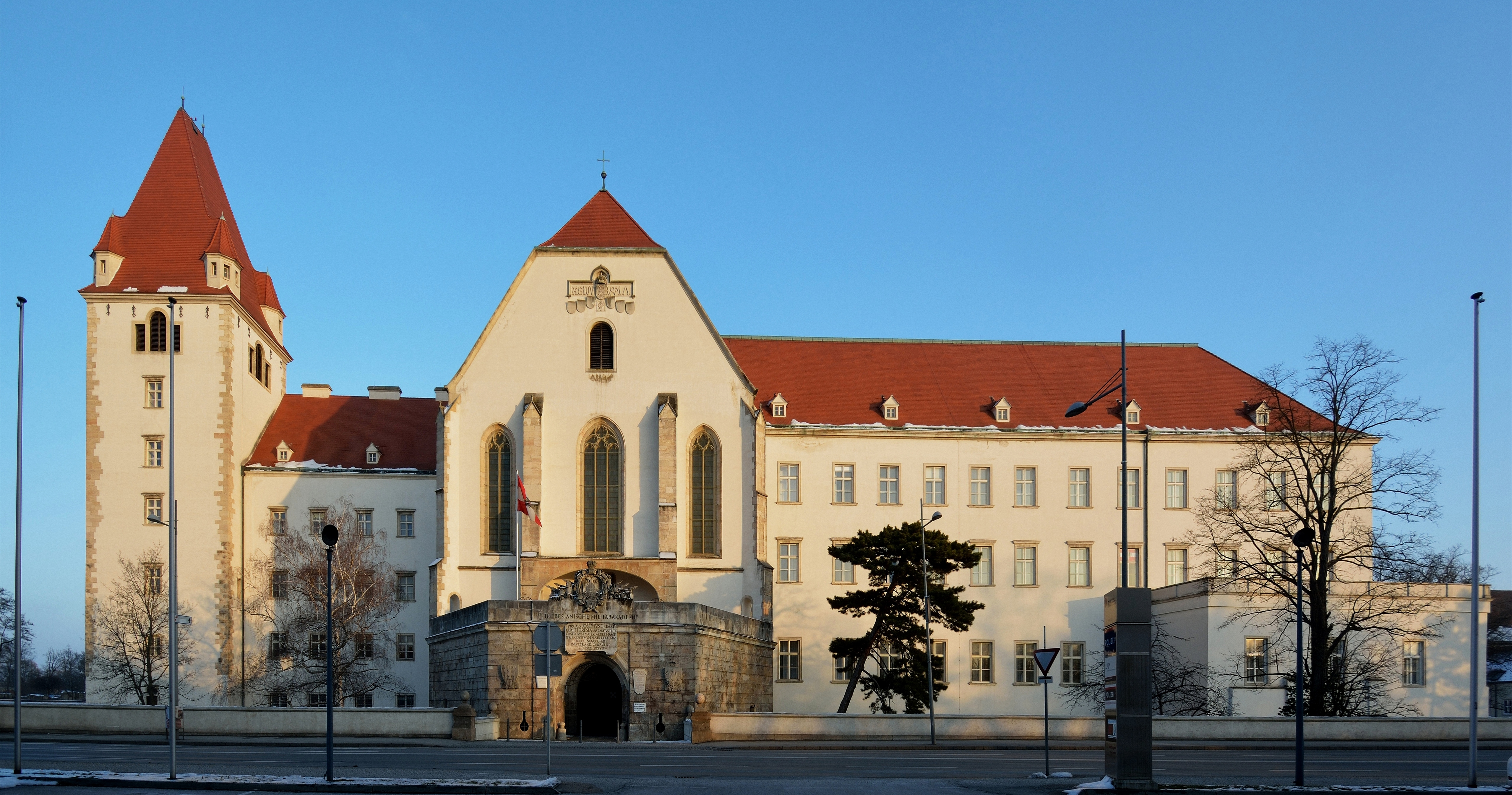
المبنى الرئيسي للأكاديمية العسكرية Theresian

## وظيفة مبكرة
خدم لوهر كقائد فصيل لكتيبة رائدة في فوج المشاة 85 للجيش النمساوي المجري في الحرب العالمية الأولى.
بحلول عام 1921، كان لوهر قد وصل إلى رتبة عقيد. بين عامي 1921 و1934، شغل العديد من المناصب في الجيش، بما في ذلك مدير القوات الجوية في وزارة الجيوش الاتحادية. في عام 1934، تم تعيينه قائدًا لسلاح الجو النمساوي الصغير، وهو المنصب الذي شغله حتى ضمه عام 1938.

## روابط خارجية
- ألكسندر لوهر على موقع مونزينجر (الألمانية)

### اقتباسات
1. ↑   https://www.asisbiz.com/Luftwaffe/lfl4.html. {{استشهاد ويب}}: |url= بحاجة لعنوان (مساعدة) والوسيط |title= غير موجود أو فارغ (من ويكي بيانات) (مساعدة)
2. 1 2  Pitsch 2004.